# 12 до н. е.

## Події
- 6 березня — після смерті Марка Емілія Лепіда главою жрецьких колегій у Римі — Великим понтифіком — обраний Октавіан Август.
- Октавіан Август почав вводити у відсталіших, недавно завойованих провінціях Заходу свій культ, спорудивши вівтар у Лугдуні (Ліон), де галльські громади поклонялися Риму й Августу.
- Марк Валерій Мессала Барбат Аппіан і Публій Сульпіцій Квіриній обрані консулами, а Гай Валгій Руф, Луцій Волусій Сатурнін і Гай Каніній Ребіл (помер цього ж року) — суфектами.
- Децим Клавдій Друз покорив батавів, які з цього часу стали вважатися союзниками римлян.
- Зейоніс стає царем Індо-скіфського царства.
- Антиох III стає царем Коммагени.
- Реметалк I стає царем Одриського царства.
- Натакамані стає царем царства Куш.

## Народились
- Марк Віпсаній Агріппа Постум — політичний діяч ранньої Римської імперії.

## Померли
- Марк Віпсаній Агріппа — полководець і державний діяч Стародавнього Риму.
- Гай Каніній Ребіл — політичний діяч ранньої Римської імперії, обраний цього ж року консулом-суфектом.
- Марк Емілій Лепід — давньоримський патрицій і політик I століття до н. е., член другого тріумвірату і Великий понтифік (за ішшими даними помер у 13 до н. е.).